# Indieszero
Indieszero, estilizado como indieszeroYūgen Kaisha Indīzuzero (有限会社インディーズゼロ), é uma desenvolvedora de jogos eletrônicos japonesa sediada em Musashino, Tóquio, Japão. A empresa foi fundada em 21 de abril de 1997, e já desenvolveu jogos para outras empresas, incluindo Nintendo, SEGA e Square Enix.

## Antecedentes
O nome da empresa é uma aglutinação que surgiu de seus primeiros anos de existência, quando a empresa produzia jogos eletrônicos independentes (indies) com um orçamento baixo e conexões mínimas a outros desenvolvedores, descritas como "quase zero." Em uma entrevista para a Famitsu, foi revelado que outro candidato para o nome da empresa vinha de uma das empresas de jogos fictícias da série Game Center CX.
A filosofia da empresa é desenvolver jogos que são fáceis de entender e amigáveis. No início, a empresa se especializava em criar jogos para sistemas portáteis, mas eventualmente expandiu para criar jogos para celular. A empresa também está envolvida na criação de jogos licenciados de cartas colecionáveis para franquias populares, como Legend of Mana e Final Fantasy. Em uma entrevista para uma universidade local, o fundador Masanobu Suzui comentou que a empresa planejava "criar novos produtos que nunca foram criados antes." Ele considera a empresa como uma desenvolvedora que "preza por um ponto de vista criativo, ao invés de capacidades de tecnologia de ponta" e que faz jogos que podem ser explorados por um jogador de longa data mas também são amigáveis a qualquer pessoa.

## História
Em 1997, Masunobu Suzui fundou a empresa aos 24 anos de idade, junto com dois membros do programa de graduados "Nintendo & Dentsu Game Seminar" ["Seminário de Jogos da Nintendo & Dentsu"] (predecessor do atual "Nintendo Game Seminar"). Eles foram inicialmente encarregados de desenvolver programas para o periférico Satellaview da Nintendo para o Super Famicon. Alguns dos projetos onde eles trabalharam incluem Sutto Hankoku e Cooking Pong! A empresa acabou por desenvolver diversos títulos para o Nintendo DS, como Electroplankton. O jogo Shaberu! DS Oryōri Navi, lançado pela Nintendo em julho de 2006, venceu o Prêmio de Excelência na Divisão de Entretenimento no 10th Media Arts Festival. Oshare Majo: Love and Berry foi lançado pela Sega em novembro do mesmo ano, eventualmente alcançando mais de um milhão de unidades vendidas e recebendo um prêmio especial na seção anual de trabalhos do Japan Game Awards 2007.
Em junho de 2011, a empresa lançou DualPenSports, seu primeiro jogo para o Nintendo 3DS. Ela então colaborou com a Square Enix em Theatrhythm Final Fantasy, onde Masunobu Suzui se reencontrou com o produtor Ikuro Kukoru, da Bandai. O jogo também recebeu um porte para iOS e Arcade, bem como duas sequências independentes intituladas Theatrhythm Final Fantasy: Curtain Call e Theatrhtyhm Dragon Quest.
A empresa então colaborou com a Nintendo EAD no desenvolvimento de NES Remix para Nintendo 3DS e Wii U. Durante a fase de planejamento, Koichi Hayashina, diretor do Nintendo Tokyo Production Department, que havia participado do "Nintendo & Dentsu Game Seminar" em seus dias de estudante, chamou Suzui para realizar uma parceria no desenvolvimento do jogo. Suzui então abordou Hayashida com um protótipo de jogo, que Hayashida aprovou na hora. Isso aconteceu quando o desenvolvimento de Nintendo 3DS Guide Louvre Museum tinha recém-concluído, e então a indieszero pôde se comprometer com o projeto. O jogo foi bem recebido pela crítica, e acabou por receber duas sequências na forma de NES Remix 2 e Ultimate NES Remix.
O primeiro jogo para celulares da empresa foi Grand Marche no Meikyuu, lançado em setembro de 2016. O jogo foi desenvolvido em uma colaboração com a Square Enix, depois que o desenvolvimento de Theatrhythm Dragon Quest havia sido concluído. Entretanto, a Square Enix anunciou o fechamento dos servidores do jogo em novembro de 2017. Durante a apresentação da Nintendo na E3 de 2017, foi revelado que a indieszero estaria co-desenvolvendo Sushi Striker: The Way of Sushido, um RPG eletrônico de ação, estratégia e quebra-cabeça para o Nintendo 3DS com a Nintendo. Uma conversão do jogo para o Nintendo Switch, a ser lançada no mesmo dia da versão de 3DS, foi revelada em uma Nintendo Direct em março de 2018, tornando este o primeiro jogo da empresa para o Switch.

## Jogos desenvolvidos
| ‡ | Lançado exclusivamente no Japão |

| Ano  | Título                                            | Plataforma(s)                                                    | Publicadora(s)                       |
| ---- | ------------------------------------------------- | ---------------------------------------------------------------- | ------------------------------------ |
| 1997 | Sutte Hakkun ‡                                    | Super Famicom                                                    | Nintendo                             |
| 1997 | Dish Pong! ‡                                      | Super Famicom                                                    | Nintendo                             |
| 1998 | Denshi no Seirei Chi-bitto ‡                      | Microsoft Windows                                                | Banpresto                            |
| 2002 | Sakura Momoko no Ukiuki Carnival ‡                | Game Boy Advance                                                 | Nintendo                             |
| 2003 | Mario Party-e                                     | Game Boy Advance                                                 | Nintendo                             |
| 2005 | Sennen Kazoku ‡                                   | Game Boy Advance                                                 | Nintendo                             |
| 2005 | Electroplankton                                   | Nintendo DS                                                      | Nintendo                             |
| 2006 | Oshare Majo: Love and Berry DS Collection ‡       | Nintendo DS                                                      | Sega                                 |
| 2006 | Shaberu! DS Oryōri Navi ‡                         | Nintendo DS                                                      | - Nintendo - Sharp Corporation       |
| 2007 | Retro Game Challenge                              | Nintendo DS                                                      | - JP: Bandai Namco - AN: Xseed Games |
| 2008 | Cooking Guide: Can't Decide What to Eat?          | Nintendo DS                                                      | Nintendo                             |
| 2008 | DS Calligraphy Training ‡                         | Nintendo DS                                                      | Nintendo                             |
| 2009 | GameCenter CX: Arino's Challenge 2 ‡              | Nintendo DS                                                      | Bandai Namco                         |
| 2011 | DualPenSports                                     | Nintendo 3DS                                                     | Bandai Namco                         |
| 2012 | Theatrhythm Final Fantasy                         | Nintendo 3DS, iOS                                                | Square Enix                          |
| 2013 | Nintendo 3DS Guide Louvre                         | Nintendo 3DS                                                     | Nintendo                             |
| 2013 | NES Remix                                         | Wii U                                                            | Nintendo                             |
| 2014 | NES Remix 2                                       | Wii U                                                            | Nintendo                             |
| 2014 | Theatrhythm Final Fantasy: Curtain Call           | Nintendo 3DS                                                     | Square Enix                          |
| 2014 | Ultimate NES Remix                                | Nintendo 3DS                                                     | Nintendo                             |
| 2015 | Real Escape Game X Nintendo 3DS ‡                 | Nintendo 3DS                                                     | Nintendo                             |
| 2015 | Theatrhythm Dragon Quest ‡                        | Nintendo 3DS                                                     | Square Enix                          |
| 2016 | Grand Marche no Meikyuu                           | - Android - iOS                                                  | Square Enix                          |
| 2018 | Sushi Striker: The Way of Sushido                 | - Nintendo 3DS - Nintendo Switch                                 | Nintendo                             |
| 2019 | Dr Kawashima's Brain Training for Nintendo Switch | Nintendo Switch                                                  | Nintendo                             |
| 2020 | Kingdom Hearts: Melody of Memory                  | - Microsoft Windows - Nintendo Switch - PlayStation 4 - Xbox One | Square Enix                          |